# Thermische Schichten

Temperaturverteilung in einem stehenden See im Sommer und Winter

Thermische Schichten stellen Schichten unterschiedlich temperierten Wassers in dem Gewässer dar. Sie treten auf Grund der Dichteanomalie des Wassers in tieferen, einigermaßen ruhigen Gewässern auf (siehe Eigenschaften des Wassers).
Süßwasser hat bei einer Temperatur von 4 °C (exakt: 3,983 °C) die größte Dichte. Wird es erwärmt oder abgekühlt, sinkt die Dichte. Das dichteste Wasser sinkt auf den Grund des Gewässers. Darüber befindet sich leichteres, bzw. weniger dichtes Wasser. Da jedoch sowohl wärmeres als auch kälteres Wasser leichter ist, bildet sich erst eine Schicht mit zum Beispiel etwas wärmerem Wasser. Über ihr befindet sich eine Schicht derselben Dichte mit etwas kälterem Wasser. Auch eine umgekehrte Schichtfolge ist möglich.
Diese Schichtung setzt sich bis zu einer Wassertemperatur von etwa 8 °C fort. Bei dieser Temperatur ist die Dichte äquivalent zur Dichte des Wassers bei 0 °C. Unterhalb dieses Äquivalents würde sich Eis bilden, das jedoch immer eine geringere Dichte aufweist als Wasser.
Nur in tiefen, hinreichend ruhigen Gewässern können sich thermische Schichten bilden. In seichten oder unruhigen Gewässern vermischt sich das Wasser.
Besondere Bedeutung haben thermische Schichten beim Sonar. Die unterschiedlichen physikalischen Eigenschaften erzeugen einen Impedanzkontrast, so dass die einzelnen Schichten den Schall zu einem Teil reflektieren. Diesen Effekt können U-Boote nutzen, um sich zum Beispiel vor einem Kriegsschiff zu verstecken.